# RadioShack
RadioShack — американская компания, сеть розничных магазинов по продаже электроники, расположенных в Северной Америке, Европе, Южной Америке и Африке. Штаб-квартира компании находится в Форт-Уэрте, штат Техас.

## История
Компания была основана в 1921 году братьями Теодором и Милтоном Дойчеманн (Theodore and Milton Deutschmann) как магазин по продаже компонентов и инструментов для радиолюбительства, с возможностью заказа товаров по почте. Ими было выбрано название Radio Shack, обозначавшее в то время стеллаж для хранения корабельной радиоаппаратуры, а впоследствии — «рубку» радиолюбителя.
Компания выпустила свой первый каталог в 1939 году, когда она вышла на рынок Hi-Fi аудио-техники. В 1954 году Radio Shack стала продавать продукты под брендом Realist, но вскоре из-за судебного иска была вынуждена изменить его на Realistic. Компания развилась до девяти магазинов и обширного бизнеса заказов по почте, когда в 1960-х наступили тяжёлые времена. В некоторый момент компания пришла к банкротству, но Чарльз Тэнди (Charles Tandy) увидел в ней потенциал и выкупил бизнес за 300 000 долларов.
В 1962 году компания была приобретена Tandy Corporation. Первоначально Tandy была компанией, торгующей продукцией из кожи, поэтому объединённая компания получила название Tandy Radio Shack & Leather. Постепенно компания оставила все направления бизнеса, кроме электроники.
В 1977 году, спустя два года после появления нашумевшего Altair 8080, Radio Shack выпускает компьютер TRS-80, ставший хитом продаж. Затем был выпущен TRS-80 Color Computer.
Ещё одним удачным направлением стали продукты для организации домашней радио-сети — рации малого радиуса действия.
В конце 1980-х компания перешла от продажи своих 8-разрядных компьютеров к продаже IBM PC-совместимых компьютеров Tandy.
Летом 1995 года компания меняет свой логотип и меняет написание в названии с Radio Shack на RadioShack.
В 1995 году в Москве действовало 3 магазина сети RadioShack: Ленинградское шоссе 68, Ленинский проспект 31, Щёлковское шоссе 2.
В мае 2000 года из названия компании убирается слово Tandy. Также компания отказывается от использования своих брендов Realistic и Optimus, в рамках соглашения по распространению продуктов компании RCA.
В 2014 году компания переживает финансовый кризис. 4 марта 2014 года RadioShack анонсировала планы закрытия 1100 магазинов, это около 20 % из 5200 точек размещённых в США, включая 900 из них работающих по франшизе. Но уже 9 мая компания сообщила что конфликт с кредиторами препятствует тому чтобы провести эти закрытия. Шестью днями позже кредитное агентство Fitch присвоило компании рейтинг CC, что всего на два уровня выше от дефолта.
После ряда банкротств и смены владельцев, на текущий (2023 г.) момент RadioShack торгует электроникой преимущественно через свой сайт.